# Róbert Gátai
Róbert Gátai (ur. 26 maja 1964 Budapeszcie) – węgierski szermierz, florecista, brązowy medalista olimpijski
Na igrzyskach olimpijskich w Seulu w 1988 roku reprezentacja Węgier w składzie: Zsolt Érsek, Pál Szekeres, István Szelei, István Busa i Róbert Gátai wywalczyła brązowy medal w zawodach drużynowych. Indywidualnie zajął czternaste miejsce. Brał również udział w igrzyskach olimpijskich w Barcelonie w 1992 roku, zajmując czwarte miejsce drużynowo.
Wspólnie z Zsoltem Érsekiem, Istvánem Busą i Istvánem Szeleiem zdobył również brązowy medal podczas mistrzostw świata w Lozannie w 1987 roku.